# Kim Possible – Időutazás
A Kim Possible – Időutazás (eredeti címén Kim Possible: A Sitch in Time) amerikai rajzfilm, amely a Kim Possible c. sorozat alapján készült, 2003-ban mutatták be. Rendezte Steve Loter, írta Bill Motz és Bob Roth. Főszerepben Christy Carlson Romano, és Will Friedle hangja hallható.
Az Amerikai Egyesült Államokban 2003. november 28-án mutatták be a Disney Channel-en, DVD-n pedig 2004. március 16-án adták ki. Magyarországon 2006. február 7-én jelent meg DVD-n, valamint az RTL Klub és a Disney csatorna is leadta a Kim Possible sorozat 2. évadja során.

## Szereplők
| Szereplő                   | Eredeti hang           | Magyar hang        |
| -------------------------- | ---------------------- | ------------------ |
| Kim Possible               | Christy Carlson Romano | Urbán Andrea       |
| Ron Stoppable              | Will Friedle           | Simonyi Balázs     |
| Rufus                      | Nancy Cartwright       | Bartucz Attila     |
| Wade Load                  | Tahj Mowry             | Szvetlov Balázs    |
| Dr. Drakken                | John DiMaggio          | Forgács Gábor      |
| Óvodás Drakken             | John DiMaggio          | Bódy Gergely       |
| Shego                      | Nicole Sullivan        | Rudolf Teréz       |
| Majomkirály                | Tom Kane               | Galbenisz Tomasz   |
| Duff Killigan              | Brian George           | Kárpáti Tibor      |
| Dr. James Timothy Possible | Gary Cole              | Rosta Sándor       |
| Dr. Ann Possible           | Jean Smart             | Ősi Ildikó         |
| Jim és Tim Possible        | Shaun Fleming          | Jelinek Márk       |
| Mr. Stoppable              | Elliott Gould          | Cs. Németh Lajos   |
| Mrs. Stoppable             | Andrea Martin          | Rácz Katalin       |
| Monique                    | Raven-Simoné           | Bogdányi Titanilla |
| Bonnie Rockwaller          | Kirsten Storms         | Mánya Zsófi        |
| Rufus 3000                 | Michael Dorn           | Csernák János      |
| Wade a jövőben             | Michael Clarke Duncan  | Bognár Tamás       |
| Óvodás Ron                 | Harrison Fahn          | Czető Ádám         |
| Óvodás Kim                 | Dakota Fanning         | Kántor Kitty       |
| Monique a jövőben          | Vivica A. Fox          | Závodszky Noémi    |
| Jim és Tim a jövőben       | Freddie Prinze Jr.     | Király Attila      |
| Bonnie a jövőben           | Kelly Ripa             | Mics Ildikó        |
| Óvónő                      | Kath Soucie            | Koncz-Kiss Anikó   |
| McHenry                    | Richard Gilliland      | Wohlmuth István    |
| Mr. Prézli                 | -                      | Várkonyi András    |

## Filmzene
| Cím                  | Írta                                                      | Előadó       |
| -------------------- | --------------------------------------------------------- | ------------ |
| "Work it Out"        | Muffin Spencer Karen Frost Jonny Barrington Stefan Gordon | Brassy       |
| "Get Up On Ya Feet"  | Nicky Allen Cook Phil Dame Martin Bushell                 | Aaron Carter |
| "E is for Everybody" | Sam Hollander David Schommer Jill Cunniff                 | Cooler Kids  |
| "It's Just You"      | Adrian Gurvitz Charlie Midnight                           | LMNT         |
| "This Year"          | Marti Frederiksen Leah Anreone Billy Steinberg            | A*Teens      |

## Premierek
| Ország                    | Dátum                             |
| ------------------------- | --------------------------------- |
| Amerikai Egyesült Államok | 2003. november 28.                |
| Japán                     | 2004. augusztus 21.               |
| Magyarország              | 2006. február 7. (DVD megjelenés) |